# Carole Lombard
Carole Lombard, nom artístic de Jane Alice Peters (Fort Wayne, Indiana, 6 d'octubre de 1908 - Table Rock Mountain, 16 de gener de 1942), va ser una actriu estatunidenca durant la primera meitat del segle xx. Va començar la seva carrera a finals dels anys 1920 en el grup dels Bathing Beauties  de Mack Sennett i és coneguda sobretot pels seus papers en comèdies clàssiques dels anys 1930.

## Ascendents i infància
Els seus pares eren Frederick C. Peters i Elizabeth Knight. El seu avi patern, John Claus Peters, era fill d'immigrants alemanys, Claus Peters i Caroline Catherine Eberlin. Una branca allunyada de la seva família materna venia d'Anglaterra; els seus avantpassats John i Martha Cheney van emigrar a Amèrica del Nord el 1634.
La més jove de tres fills, va passar la seva primera infantesa en una gran casa al 704 de Rockhill Street a Fort Wayne (Indiana). Els seus pares es van divorciar i la mare va portar els seus tres filles a Los Angeles el 1914, on Carole Lombard estudiarà més tard al liceu Fairfax. Va ser escollida "May Queen" el 1924. Va deixar l'escola per treballar d'actriu a temps complet traient una diplomatura al Fairfax el 1927.

## Carrera

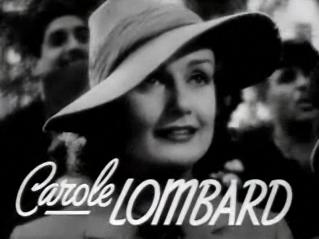
Fools for Scandal (1937)

Lombard va fer el seu debut cinematogràfic als 12 anys, quan el director Allan Dwan la va veure jugant a beisbol al carrer; li va donar un paper a A Perfect Crime (1921). Més endavant recordava que va veure "una noia bufona però una mica xicotot, per allà fora donant una pallissa als altres nens, jugant a beisbol millor que ells. I necessitava algú del seu tipus per a aquella pel·lícula". En els anys 1920, apareix a petites produccions sota el nom de 'Jane Peters', i després de 'Carol Lombard'. El 1925, signa un contracte amb la Fox Film Corporation (que es va fusionar amb la Twentieth Century Productions de Darryl F. Zanuck el 1935). Va treballar igualment per a Mack Sennett i Pathé. Es va fer cèlebre i va evolucionar sense problemes cap al cinema sonor amb High Voltage (1929). El 1930, fixarà per la Paramount Pictures.

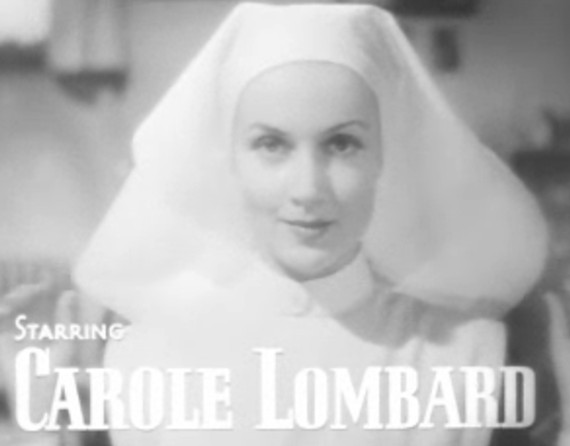
Vigil in the Night (1940)

Lombard esdevé una de les actrius més importants de comèdies de Hollywood en els anys 1930. Malgrat el seu encís, era una comedianta natural, i no tenia por de semblar idiota per fer riure. En comèdies com  Twentieth Century  (1934) dirigida per Howard Hawks,  My Man Godfrey  (1936) dirigida per Gregory La Cava, i La reina de Nova York  (1937) dirigida per William A. Wellman, va rebre les lloances dels crítics i era descrita com una de les obres mestres de comèdia esbojarrada. Tanmateix, interpreta un paper dramàtic a Vigil in the Night, interpretant la infermera Anne Lee, amb Brian Aherne. Produït per David O. Selznick, La reina de Nova York va ser la seva única pel·lícula en Technicolor. Se li va proposar també el paper d'Ellie Andrews a Va succeir una nit  (1934), però les dates de rodatge s'encavalcaven amb les de Bolero  cosa que la va obligar a rebutjar-la.

## Vida personal
L'octubre de 1930, coneix William Powell. Es casen el 26 de juny de 1931. Lombard va declarar que no veia el setze anys de diferència d'edat com un problema, però els seus amics no ho acabaven de veure, a causa de la personalitat extravertida de Lombard enfront de la reservada de Powell. Es divorcien el 1933, però queden com a bons amics i treballen junts sense amargor, sobretot a  My Man Godfrey. Va freqüentar llavors el cantant Russ Columbo fins a la seva mort d'accident sobrevinguda el 1934.
Lombard va començar una relació amb Clark Gable a mitjans dels anys 1930. La seva relació havia de continuar sent secreta, ja que aleshores encara estava casat amb la seva segona dona, Ria. Finalment, després el divorci el 7 de març de 1939. Gable i Lombard es casen el 29 de març. Es regalen un ranxo, antiga propietat del realitzador Raoul Walsh, a la Vall de San Fernando, Califòrnia. Es deien Ma i Pa, i van viure una vida humil i feliç. Per tots els que van conèixer Gable, era la dona de la seva vida.
Fora de l'escenari, era molt apreciada per a la seva personalitat humil i el seu sentit de l'humor llegendari. Li agradava fer facècies durant els rodatges, i va fer broma sobretot a propòsit de Gable (anomenat el "Rei de Hollywood), «If his pee-pee was one inch shorter, they'd be calling him the Queen of Hollywood».
Lombard pertanyia a la segona generació bahaïsta que la va declarar formalment membre el 1938.

## Mort

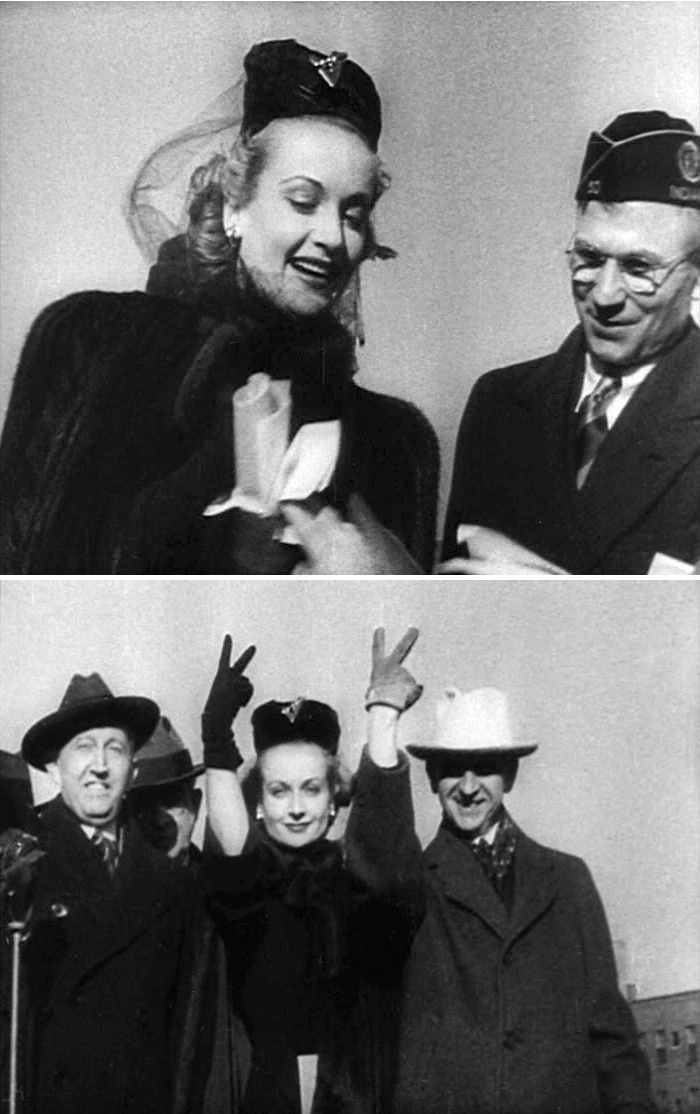
Carole a la Trans World Airlines

Quan els Estats Units van entrar a la Segona Guerra Mundial a finals del 1941, Lombard havia anat a la seva Indiana natal per a un acte de suport. A les quatre del matí (hora local) del divendres 16 de gener de 1942, Lombard i la seva mare embarquen a bord d'un avió Douglas DC-3 de la Trans World Airlines per a la seva tornada a Califòrnia. Després d'una escala d'avituallament a Las Vegas, el vol es va reprendre en la nit clara. Tanmateix, les balises havien estat apagades a causa de la guerra, i l'avió es va desviar. Vint-i-tres minuts més tard, l'avió s'estimbava sobre el "Double Up Peak" prop del cim de Mount Potosi, al sud-oest de Las Vegas. Els vint-i-dos passatgers van morir. Una placa marcava l'indret, però va ser robada el 2007.
Just abans de pujar a bord, Carole es va adreçar als seus seguidors dient: "Abans que us digui adéu a tots, uniu-vos! V per la Victòria"! El President Franklin D. Roosevelt, admirador del seu patriotisme, la va declarar primera dona morta en l'exercici de les seves funcions en temps de guerra i li va atribuir a títol pòstum la "Medalla presidencial de la llibertat".
Poc després de la mort de l'actriu als trenta-tres anys, Gable (inconsolable i devastat per la seva pèrdua) va allistar-se a la USAF, i va servir al teatre d'operacions d'Europa. El Liberty ship SS Carole Lombard  va ser batejat així en el seu homenatge i Gable va assistir a la seva inauguració el 15 de gener de 1944.
La seva última pel·lícula  To Be or Not to Be (1942), dirigida per Ernst Lubitsch, al costat de Jack Benny, una sàtira sobre el nazisme i la Segona Guerra Mundial, era en postproducció en el moment de la seva mort. Els productors de la pel·lícula van decidir tallar la seqüència en la qual el seu personatge s'interroga "Què pot passar en un avió"? de mal gust després de les circumstàncies de la seva mort.
El 18 de gener de 1942, Jack Benny no va fer el seu programa de ràdio normal, per respecte per a l'actriu i tristesa per la seva mort, només va programar música.
Lombard és enterrada al  Forest Lawn Memorial Park Cemetery  a Glendale (Califòrnia). El nom gravat sobre la cripta és "Carole Lombard Gable". Malgrat les seves segones núpcies, Clark Gable va ser enterrat al seu costat quan va morir el 1960. La seva mare, Elizabeth Peters, que va morir també en l'aterratge forçós que va matar la seva filla, reposa no gaire lluny.

## Filmografia
- A Perfect Crime (1921)
- Gold Heels (1924)
- Dick Turpin (1925)
- Marriage in Transit (1925)
- Gold and the Girl (1925)
- Hearts and Spurs (1925)
- Durand of the Bad Lands (1925)
- The Plastic Age (1925)
- The Road to Glory (1926)
- The Johnstown Flood (1926)
- The Fighting Eagle (1927)
- My Best Girl (1927)
- The Divine Sinner (1928)
- Power (1928)
- Me, Gangster (1928)
- Show Folks (1928)
- Ned McCobb's Daughter (1928)
- High Voltage (1929)
- Big News (1929)
- Dynamite (1929)
- The Arizona Kid (1930)
- The Racketeer (1930)
- Safety in Numbers (1930)
- Fast and Loose (1930)
- It Pays to Advertise (1931)
- Man of the World (1931)
- Ladies' Man (1931)
- Up Pops the Devil (1931)
- I Take This Woman (1931)
- No One Man (1932)
- Sinners in the Sun (1932)
- Virtue (1932)
- No More Orchids (1932)
- No Man of Her Own (1932)
- From Hell to Heaven (1933)
- Supernatural (1933)
- L'àliga i el falcó (The Eagle and the Hawk) (1933)
- Brief Moment (1933)
- White Woman (1933)
- Bolero (1934)
- We're Not Dressing (1934)
- Twentieth Century (1934)
- Now and Forever (1934)
- Lady by Choice (1934)
- The Gay Bride (1935)
- Rumba (1935)
- Hands Across the Table (1935)
- Love Before Breakfast (1936)
- The Princess Comes Across (1936)
- My Man Godfrey (1936)
- Swing High, Swing Low (1937)
- La reina de Nova York (Nothing Sacred) (1937)
- True Confession (1937)
- Fools for Scandal (1938)
- El llaç sagrat (Made for Each Other) (1939)
- In Name Only (1939)
- Vigil in the Night (1940)
- Sabien què volien (They Knew What They Wanted) (1940)
- Matrimoni original (Mr. & Mrs. Smith) (1941)
- Ser o no ser (To Be or Not to Be) (1942)

### Curts
- Smith's Pony (1927)
- Gold Digger of Weepah (1927)
- The Girl from Everywhere (1927)
- The Beach Club (1928)
- Run, Girl, Run (1928)
- Smith's Army Life (1928)
- The Best Man (1928)
- The Swim Princess (1928)
- The Bicycle Flirt (1928)
- Smith's Restaurant (1928)
- The Girl from Nowhere (1928)
- His Unlucky Night (1928)
- The Campus Vamp (1928)
- Motorboat Mamas (1928)
- Matchmaking Mamma (1929)
- Don't Get Jealous (1929)
- Hollywood on Parade No. 11 (1933)
- The Fashion Side of Hollywood (1935)
- Hollywood Goes to Town (1938)
- Screen Snapshots: Stars on Horseback (1939)
- Picture People No. 10: Hollywood at Home (1942)

## Premis i nominacions

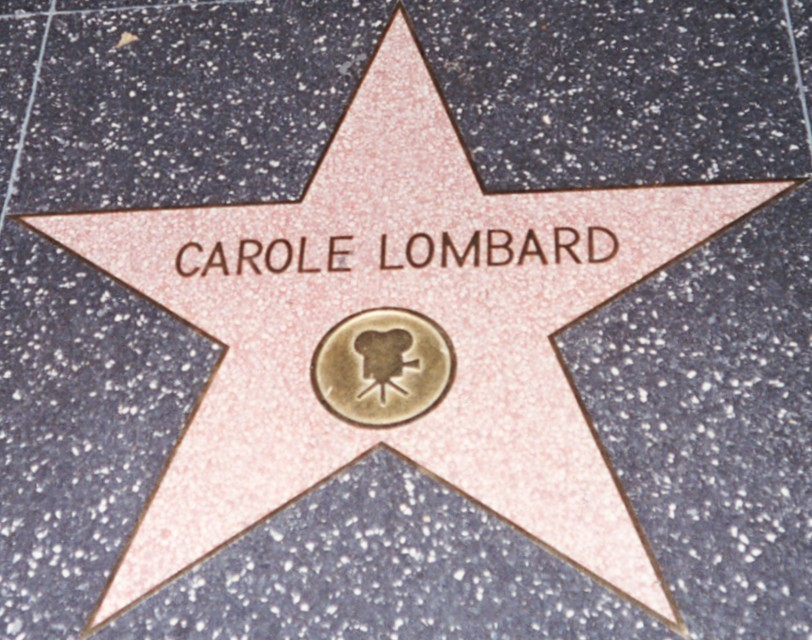
Estrella al Hollywood Walk of Fame

- El 1999, l'American Film Institute va classificar Lombard en el lloc 23 a la seva llista de les 50 actrius més importants del cinema americà.[5]
- Va ser nominada a l'Oscar a la millor actriu el 1937 per My Man Godfrey.[6]
- Té una estrella al Hollywood Walk of Fame, al 6930 Hollywood Blvd.

La casa de la seva infantesa a Fort Wayne ha estat classificada d'importància històrica. La ciutat va posar el nom de "Carole Lombard Memorial Bridge." al pont veí que domina el riu St. Mary.